# DreamWorks Records
DreamWorks Records (også kendt som SKG Music, SKG Music Group og Spielberg Music Group) var et amerikansk pladeselskab, der blev grundlagt i 1996 af David Geffen, Steven Spielberg og Jeffrey Katzenberg som et datterselskab af DreamWorks, og som lukkede ned i 2005. Pladeselskabet bestod i sig selv af et datterselskab fra Nashville, Tennessee, DreamWorks Nashville, som var specialiseret i countrymusik og som også blev lukket ned i 2005. Selskabets logo var designet af Roy Liechenstein og blev hans sidste opgave inden hans død i 1997.

## Eksterne links
- Officielle hjemmesideArkiveret 16. juni 2012 hos  Wayback Machine
- Video Interview with Lenny Waronker, former President of Dreamworks Records Arkiveret 8. juli 2011 hos  Wayback Machine